# سابينه بيشوف
سابين بيشوف (بالألمانية: Sabine Bischoff)‏ هي مبارزة بالسيف ألمانية، ولدت في 21 مايو 1958 في تاوبربيشوفسهايم في ألمانيا، وتوفيت في 6 مارس 2013 في فايكرزهايم في ألمانيا.

## وصلات خارجية
- سابينه بيشوف على موقع أوليمبيديا (الإنجليزية)